# 白菊町 (金沢市)
白菊町（しらぎくちょう）は、石川県金沢市の町名。丁目を持たない単独町名であり、住居表示未実施区域。

## 歴史
- 白菊町の歴史は安土桃山時代に遡る。

## 小・中学校の学区
- 市立小・中学校に通う場合、学区は以下の通りとなる。
- 金沢市立中村町小学校
- 金沢市立泉中学校

## 交通

### 鉄道
かつては北陸鉄道石川線の白菊町駅があった。

### バス
- 北鉄バス（北陸鉄道・北鉄金沢バス）　白菊町バス停
- 金沢ふらっとバス長町ルート[注釈 1]　白菊町バス停

両者のバス停は同名だが位置は異なる。